# Invisalign
 (septembre 2008).
Invisalign est une technique déposée d'orthodontie permettant d’aligner les dents grâce à l’emploi successif de gouttières amovibles translucides personnalisées. C'est une méthode qui se veut discrète, car elle n'utilise pas de bagues, de fils, ou de brackets.

## Description

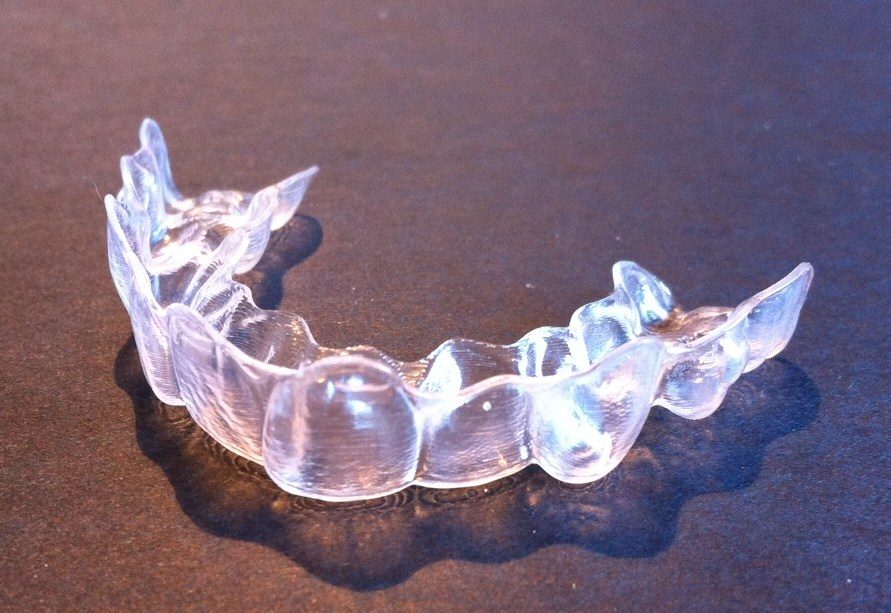
Une gouttière Invisalign.

La technique Invisalign est un outil orthodontique développé par la compagnie Align-Technology située à Santa Clara en Californie, inventée en 1997 puis mise sur le marché avec l'autorisation de la Food and Drug Administration (FDA) aux États-Unis en 1999, elle est arrivée en France en 2000.
Ce système transparent et discret sur le plan esthétique n'est plus limité aux seuls traitements relativement simples, mais s'adapte aussi aux traitements complexes,. En cas de petits encombrements dentaires inesthétiques, quelques mois de traitement par aligneurs transparents peuvent suffire, lors des traitements complexes, un à deux ans peuvent s'avérer nécessaires.
La méthode repose sur :
- un enregistrement des malpositions dentaires et des mâchoires par empreinte, puis photos et radios ;
- la réalisation d'une simulation en 3D du déplacements des dents, programmée, modifiée à souhait, puis validée par l'orthodontiste, puis la fabrication et le port d'une ou plusieurs séries d’aligneurs (gouttières dentaires en polycarbonate).

Elles permettent de déplacer progressivement les dents de 0,2 mm ou 1° de dérotation par gouttière.
Chaque aligneur doit être porté de 150 à 300 heures selon le problème à résoudre, soit par exemple une à deux semaines jour et nuit, à raison de 20 à 22 heures par jour (tout le temps, sauf lors des repas et du brossage des dents). Si exceptionnellement l'appareil ne peut pas être porté en permanence : repas de famille ou d'affaire prolongés, sorties, etc., l'appareil peut être retiré jusqu'à huit heures par jour au lieu de deux, mais les heures devront alors être rattrapées sur une journée supplémentaire de port.
L'aligneur permet un déplacement progressif des dents jusqu’à la position finale souhaitée. La durée du traitement et donc son coût final dépendent de la complexité des malpositions dentaires et de la dysmorphose à traiter : de six à vingt-quatre mois, en moyenne de dix à douze mois.

### Inconvénients
Le patient doit être extrêmement sérieux dans le port de ses aligneurs et les conserver 22 heures par jour, tous les jours, les changer toutes les deux semaines sans se tromper, et également disposer les accessoires thérapeutiques (élastiques de traction dentaire ou inter-maxillaire) qui auraient été prescrits. Par ailleurs, si le patient perd ses aligneurs, ou les endommage en les manipulant, cela peut entraîner un ralentissement des déplacements dentaires et la commande de nouveaux aligneurs.
Les limites de l’appareil sont dues à deux facteurs : les capacités du praticien à utiliser le système et les capacités du système lui-même à déplacer les dents.
1. Les capacités du praticien à utiliser le système : la connaissance du système va s'améliorer avec son utilisation, mais au départ il vaut mieux limiter les thérapeutiques à de petits déplacements : fermeture de diastèmes (espaces entre les dents) et encombrements légers, pour bien s’imprégner de la biomécanique des aligneurs et maîtriser la stratégie de simulation thérapeutique.
2. Les capacités du système à déplacer les dents : il existe actuellement des limites de déplacement des dents par les aligneurs, certains mouvements, comme la correction des rotations ou des axes dentaires, s’avèrent difficiles. Le collage de petites attaches en composite de la couleur de la dent, sur ces dernières, est souvent nécessaire pour permettre à l'aligneur de déplacer idéalement la dent.
  - Les corrections squelettiques : expansion transversale importante (largeur des mâchoires), insuffisance verticale et excès vertical marqués (hauteur du visage). Il faut alors envisager un traitement combiné à de la chirurgie orthognatique ;
  - Les corrections dentaires, liées à la morphologie et à la position des dents (dents anatomiquement rondes qui manquent d'adhérence dans l'aligneur, dents présentant des ingressions ou des égressions importantes : trop courtes ou trop longues). Il faudra alors envisager un traitement combiné à des accessoires ; attaches, élastiques, chaînettes…